# オドケ島
オドケ島（オドケとう）は歯舞群島の島の一つ。貝殻島と萌茂尻島のほぼ中間地点にある。ロシア名はリーフォヴィ島（Остров Рифовый）。日本の行政区画としては北海道根室市に属する。
納沙布岬から見ることができる。

## 昆布漁
戦後にソビエト連邦の占領下となり、漁民の拿捕が相次いだ。1963年（昭和38年）に日ソ間昆布採取協定（歯舞群島貝殻島周辺におけるコンブ採取漁に関する日ソ民間漁業協定）が妥結され、以降はソ連（崩壊後はロシア連邦）入漁料を支払って操業している。